# 环球海鰶
环球海鰶（学名：Nematalosa come）为輻鰭魚綱鲱形目鲱科海鰶屬的鱼类。分布西太平洋區，包括琉球群島、台灣、越南、菲律賓、中國、香港、印尼、馬來西亞、新加坡、汶萊、澳洲、新幾內亞等海域，棲息在沿海海域，生活習性不明。该物种的模式产地在西澳大利亚。

## 扩展阅读
維基物種上的相關：环球海鰶